# جبر آباد (مقاطعة فهرج)
جبر آباد (بالفارسية: جبر آباد) هي قرية تقع في ناحية نغين كوير في إيران.